# Église Saint-André de Montbolo
Pour les articles homonymes, voir église Saint-André.
L'église Saint-André de Montbolo est une église de style roman située à Montbolo, dans le département français des Pyrénées-Orientales.

## Situation
L'église Saint-André est située au sommet du village, rue de l'Église, presque en face de la mairie. Le cimetière est toujours présent, juste à l'ouest du bâtiment.

## Historique
L'église Saint-André a été élevée au XIIe siècle, puis fortifiée quelques années après. Ses murs gouttereaux ont alors été surélevés afin d'y construire un chemin de ronde, et deux tours barlongues ont été construites sur les murs est et ouest.
L'église a été inscrite au répertoire des monuments historiques le 29 mars 1993.
L'intérieur a été remanié à l'époque baroque : une tribune a été établie à l'ouest (elle porte la date de 1627), et des retables ont pris place dans les niches et dans le chœur, obstruant alors les absides. Vers 1900 une restauration a été entreprise, visant à rendre à l'édifice son aspect d'origine (les retables ont cependant été conservés, et le maître-autel n'a pas été déplacé - une plaque encastrée dans la tribune atteste de ces travaux). À peine reconstruit, le toit de l'église est arraché par une violente tempête en janvier 1900. Assez récemment, le portail méridional a été malencontreusement restauré en marbre blanc, faisant disparaître plusieurs éléments du portail d'origine,.

## Architecture

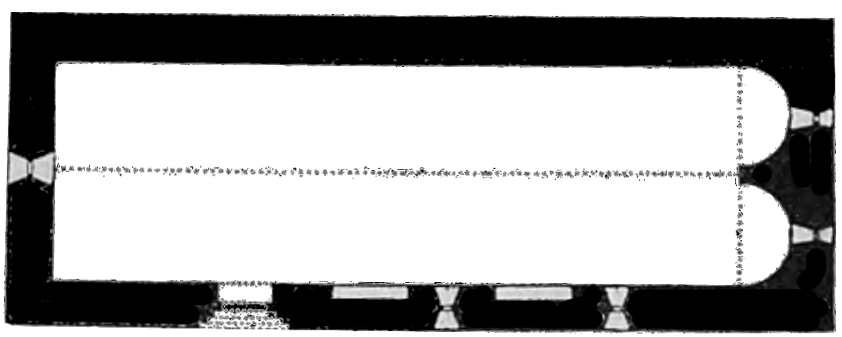
Plan de l'église.

L'édifice se rapproche de l'église d'Espira-de-l'Agly : forme rectangulaire (environ 30 mètres sur 10 mètres), et deux absides jumelles ménagées dans l'épaisseur du mur oriental. Des niches ont de plus été construites dans l'épaisseur des murs latéraux (deux au nord et deux au sud).

## Mobilier
Plusieurs objets meubles dont, plusieurs retables, ont été classés comme monuments historiques : 
- la cloche en bronze datant du troisième quart du XVe siècle[6].
- le retable, les gradins d'autel, et les statues du maître-autel[7].
- un retable incluant notamment un tableau de saint Jean-Baptiste[8] peint par Antoni Guerra minor en 1702. Une copie exécutée par le même peintre en 1715 se trouve dans l'église paroissiale d'Opoul[9].
- la Vierge et l'Enfant assise, sculpture en bois du XIIe siècle[10].
- un ciboire en argent du XVIIe ou XVIIIe siècle sans couvercle, revêtu du poinçon de Perpignan[11].
- un calice en argent du XVIIe siècle[12].
- une croix de procession, en argent, œuvre composite, limite XVe - XVIe siècle, XVIIIe siècle[13].

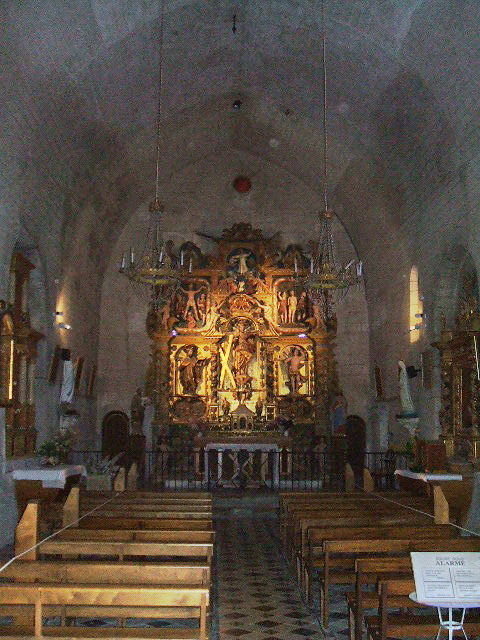
Vue intérieure de l'église
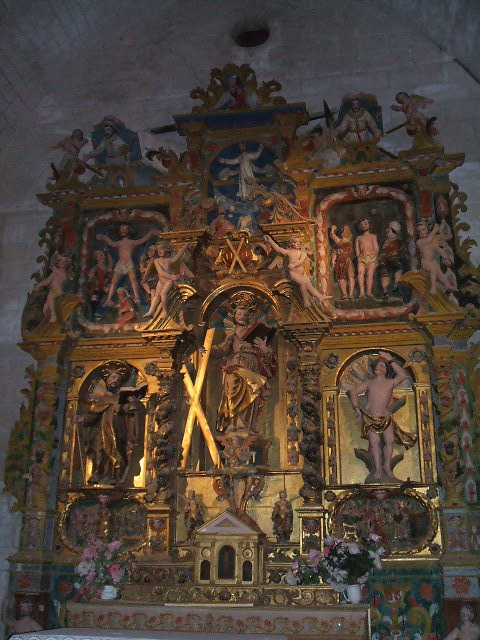
Retable du maître-autel
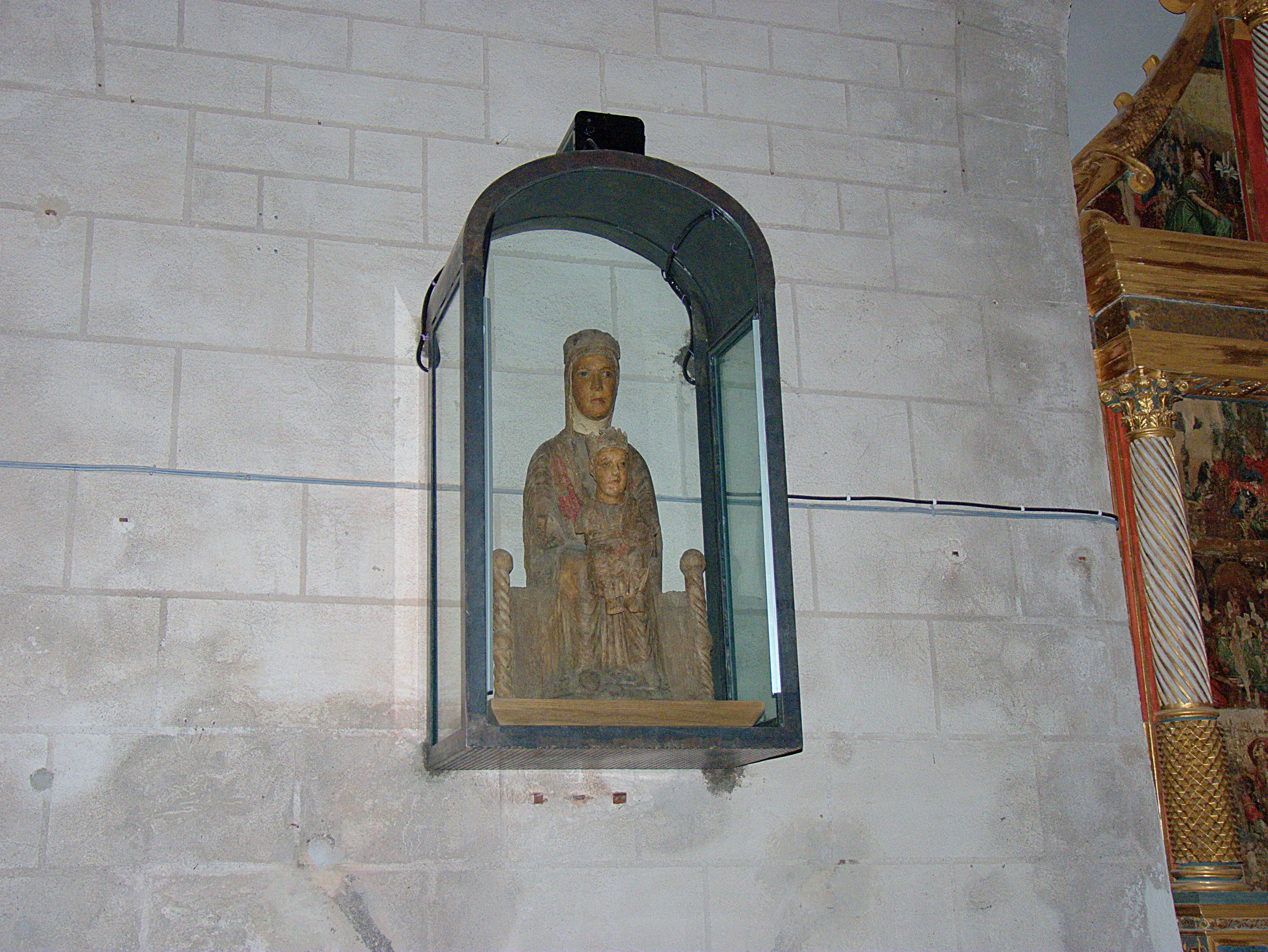
La Vierge à l'Enfant

### Fiches du ministère français de la Culture
- « Église paroissiale Saint-André », notice no PA00125502, sur la plateforme ouverte du patrimoine, base Mérimée, ministère français de la Culture
- « Cloche », notice no PM66000514, sur la plateforme ouverte du patrimoine, base Palissy, ministère français de la Culture